# Villers-le-Lac
Cet article possède un paronyme, voir Villers-le-Sec.
Pour les articles homonymes, voir Villers.
Villers-le-Lac (prononcé [vilɛʀləlak]) est une commune française située dans le département du Doubs, la région culturelle et historique de Franche-Comté et la région administrative Bourgogne-Franche-Comté, dans le canton de Morteau, à la frontière franco-suisse. Intégrée au parc naturel régional du Doubs Horloger, la ville attire de nombreux touristes grâce à la présence sur son territoire du Saut du Doubs. Elle comptait 5 248 habitants en 2022 appelés Villeriers et Villerières.

## Géographie
La commune de Villers-le-Lac est située sur la route départementale D 461 qui mène de Morteau (France) à Le Locle (canton de Neuchâtel, Suisse). Elle est bordée à l'est par le Doubs et son affluent la Rançonnière qui marquent la frontière avec la Suisse. Elle englobe le lieu-dit Les Pargots juste à côté de la frontière suisse, ainsi que Les Vergers, La Courpée et Le Cernembert mais également le lieu-dit Le Col France à la frontière avec Le Locle en Suisse où l'on peut admirer le bal des frontaliers chaque matin et chaque soir. Le lac de Chaillexon, lors de grands froids (jusqu'à −39 °C), devient la plus grande patinoire naturelle d'Europe (les bassins du Doubs, 7 km de long). La commune est également dotée de pistes de ski alpin au lieu-dit « le Chauffaud » proche du Meix Musy (1 287 m), mais également de ski de fond. Sa proximité avec la Suisse place la ville parmi les plus riches de France en revenu moyen par ménages (Insee).

### Communes limitrophes

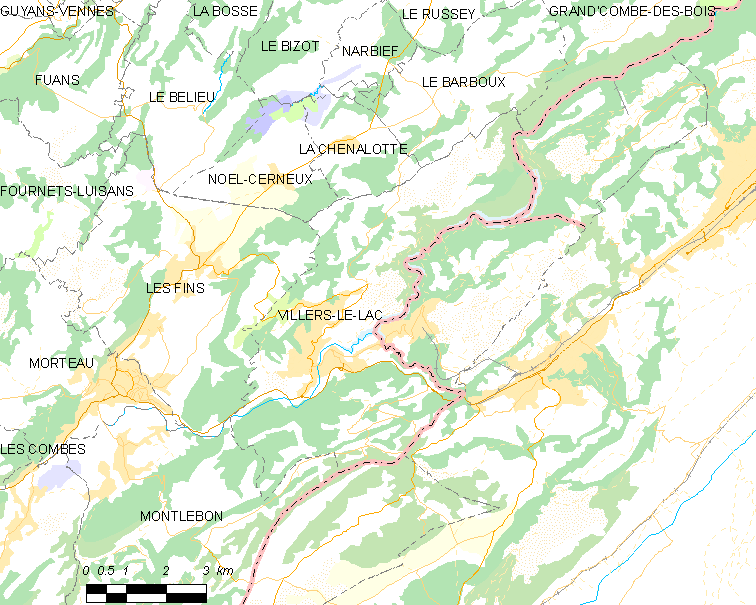
Carte de la commune de Villers-le-Lac et des proches communes.

### Climat
Pour des articles plus généraux, voir Climat de la Bourgogne-Franche-Comté et Climat du Doubs.
En 2010, le climat de la commune est de type climat de montagne, selon une étude du Centre national de la recherche scientifique s'appuyant sur une série de données couvrant la période 1971-2000. En 2020, Météo-France publie une typologie des climats de la France métropolitaine dans laquelle la commune est exposée à un climat de montagne ou de marges de montagne et est dans la région climatique  Jura, caractérisée par une forte pluviométrie en toutes saisons (1 000 à 1 500 mm/an), des hivers rigoureux et un ensoleillement médiocre. 
Pour la période 1971-2000, la température annuelle moyenne est de 8 °C, avec une amplitude thermique annuelle de 17,2 °C. Le cumul annuel moyen de précipitations est de 1 426 mm, avec 12,7 jours de précipitations en janvier et 12 jours en juillet. Pour la période 1991-2020, la température moyenne annuelle observée sur la station météorologique de Météo-France la plus proche, « Le Russey », sur la commune du Russey à 12 km à vol d'oiseau, est de 7,9 °C et le cumul annuel moyen de précipitations est de 1 667,0 mm. 
La température maximale relevée sur cette station est de 36 °C, atteinte le 25 juillet 2019 ; la température minimale est de −32 °C, atteinte le 9 janvier 1985,,. 
Les paramètres climatiques de la commune ont été estimés pour le milieu du siècle (2041-2070) selon différents scénarios d'émission de gaz à effet de serre à partir des nouvelles projections climatiques de référence DRIAS-2020. Ils sont consultables sur un site dédié publié par Météo-France en novembre 2022.

## Urbanisme

### Typologie
Au 1er janvier 2024, Villers-le-Lac est catégorisée bourg rural, selon la nouvelle grille communale de densité à 7 niveaux définie par l'Insee en 2022.
Elle appartient à l'unité urbaine de Villers-le-Lac, une unité urbaine monocommunale constituant une ville isolée,. La commune est en outre hors attraction des villes,.

### Occupation des sols
L'occupation des sols de la commune, telle qu'elle ressort de la base de données européenne d’occupation biophysique des sols Corine Land Cover (CLC), est marquée par l'importance des territoires agricoles (45,7 % en 2018), en diminution par rapport à 1990 (48,4 %). La répartition détaillée en 2018 est la suivante : forêts (43,6 %), zones agricoles hétérogènes (26,6 %), prairies (19,1 %), zones urbanisées (7,9 %), eaux continentales (2,8 %), terres arables (0,1 %). L'évolution de l’occupation des sols de la commune et de ses infrastructures peut être observée sur les différentes représentations cartographiques du territoire : la carte de Cassini (XVIIIe siècle), la carte d'état-major (1820-1866) et les cartes ou photos aériennes de l'IGN pour la période actuelle (1950 à aujourd'hui).

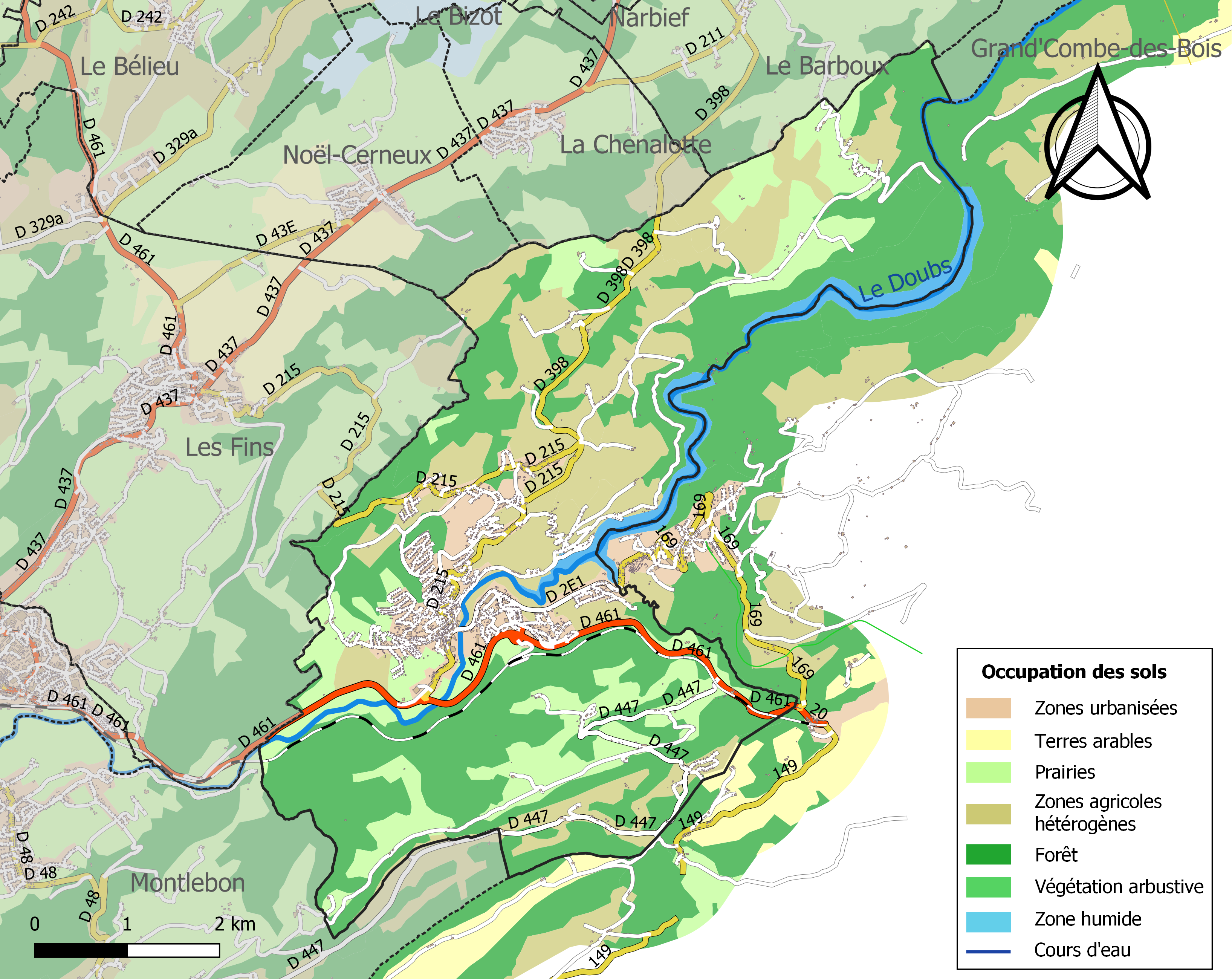
Carte des infrastructures et de l'occupation des sols de la commune en 2018 (CLC).

## Histoire et blason
L'ancre de marine orne le blason de la cité, prouvant, s'il est besoin, que Villers-le-Lac doit ses origines à l'activité des pêcheurs. Lors de fouilles il a été retrouvé un site néolithique au bord du lac attestant de la transhumance estivale des premiers occupants. Des habitants de la Tène (célèbre site celtique en Suisse), montaient de Neuchâtel en été, suivant les troupeaux de rennes. Ils s'installaient à la Roche aux Pêcheurs. Un autre site néolithique a été découvert lors de la construction de la route de contournement de la ville mais a été recouvert par ordre du maire de l'époque sans faire de fouilles approfondies.
Fait supplémentaire : La commune de Villers-le-Lac s'appelait autrefois "Lac-ou-Villers" jusqu'en 1948.

## Politique et administration

### Administration municipale
La commune de Villers-le-Lac comptabilisant entre 3 500 et 5 000 habitants, le conseil municipal est composé de 27 membres : le maire, cinq adjoints et vingt-et-un conseillers municipaux. (Le nombre de conseillers et d'adjoints changera aux municipales de 2026 à la suite du dépassement des 5 000 habitants en 2021, après l'élection de 2020.)
| Tête de liste | Tête de liste     | Liste | Premier tour | Premier tour | Second tour | Second tour | Élus | Élus |
| Tête de liste | Tête de liste     | Liste | Voix         | %            | Voix        | %           | CM   | CC   |
| ------------- | ----------------- | ----- | ------------ | ------------ | ----------- | ----------- | ---- | ---- |
|               | Dominique Mollier | DVD   | 843          | 53,05        | -           | -           | 21   | 6    |
|               | Ludovic Perez     | DVC   | 746          | 46,95        | -           | -           | 6    | 1    |

### Liste des maires
| Période                                  | Période                   | Identité                                          | Étiquette     | Qualité                                                                                 |
| ---------------------------------------- | ------------------------- | ------------------------------------------------- | ------------- | --------------------------------------------------------------------------------------- |
| 1919                                     | 1935                      | Émile Droz-Bartholet                              |               |                                                                                         |
| 1935                                     | 1959                      | Maxime Cupillard                                  | PRL puis CNIP | Industriel Conseiller général du canton de Morteau (1945 → 1964)                        |
| 1959                                     | 1970                      | Pierre Berçot                                     | CD            | Ingénieur Conseiller général du canton de Morteau (1964 → 1967)                         |
| 1970                                     | mars 1983                 | Alix Girardot                                     |               |                                                                                         |
| mars 1983                                | juin 1995                 | Claude Vermot                                     | RPR           | Entrepreneur menuiserie-charpente Conseiller général du canton de Morteau (1985 → 2004) |
| juin 1995                                | mars 2014                 | Jean Bourgeois                                    | DVD           |                                                                                         |
| mars 2014                                | En cours (au 31 mai 2020) | Dominique Mollier Réélue pour le mandat 2020-2026 | DVD           | Employée Vice-présidente de la CC du Val de Morteau                                     |
| Les données manquantes sont à compléter. |                           |                                                   |               |                                                                                         |

## Démographie
L'évolution du nombre d'habitants est connue à travers les recensements de la population effectués dans la commune depuis 1793. Pour les communes de moins de 10 000 habitants, une enquête de recensement portant sur toute la population est réalisée tous les cinq ans, les populations de référence des années intermédiaires étant quant à elles estimées par interpolation ou extrapolation. Pour la commune, le premier recensement exhaustif entrant dans le cadre du nouveau dispositif a été réalisé en 2006.

En 2022, la commune comptait 5 248 habitants, en évolution de +7,34 % par rapport à 2016 (Doubs : +1,88 %, France hors Mayotte : +2,11 %).
| 1793  | 1800  | 1806  | 1821  | 1831  | 1836  | 1841  | 1846  | 1851  |
| ----- | ----- | ----- | ----- | ----- | ----- | ----- | ----- | ----- |
| 1 325 | 1 199 | 1 266 | 1 358 | 1 494 | 1 593 | 1 565 | 1 603 | 1 719 |

| 1856  | 1861  | 1866  | 1872  | 1876  | 1881  | 1886  | 1891  | 1896  |
| ----- | ----- | ----- | ----- | ----- | ----- | ----- | ----- | ----- |
| 1 976 | 2 105 | 2 160 | 2 288 | 2 418 | 3 053 | 2 830 | 3 147 | 3 119 |

| 1901  | 1906  | 1911  | 1921  | 1926  | 1931  | 1936  | 1946  | 1954  |
| ----- | ----- | ----- | ----- | ----- | ----- | ----- | ----- | ----- |
| 3 138 | 3 095 | 2 973 | 2 566 | 2 659 | 2 752 | 2 839 | 3 077 | 3 657 |

| 1962  | 1968  | 1975  | 1982  | 1990  | 1999  | 2006  | 2011  | 2016  |
| ----- | ----- | ----- | ----- | ----- | ----- | ----- | ----- | ----- |
| 3 728 | 3 828 | 4 428 | 4 142 | 4 203 | 4 196 | 4 339 | 4 445 | 4 889 |

| 2021  | 2022  | - | - | - | - | - | - | - |
| ----- | ----- | - | - | - | - | - | - | - |
| 5 228 | 5 248 | - | - | - | - | - | - | - |

## Économie

### Entreprises
| Nom                                        | Effectif |  | Activité                                                                                  |
| ------------------------------------------ | -------- |  | ----------------------------------------------------------------------------------------- |
| (FFB) Fabrique de fournitures de Bonnétage | 102      |  | Horlogerie                                                                                |
| Axon'Nanotec                               | 66       |  | Fabrication d'appareils de réception, enregistrement ou reproduction du son et de l'image |
| Mazagran Service (Bi1)                     | 37       |  | Supermarché                                                                               |

### Tourisme

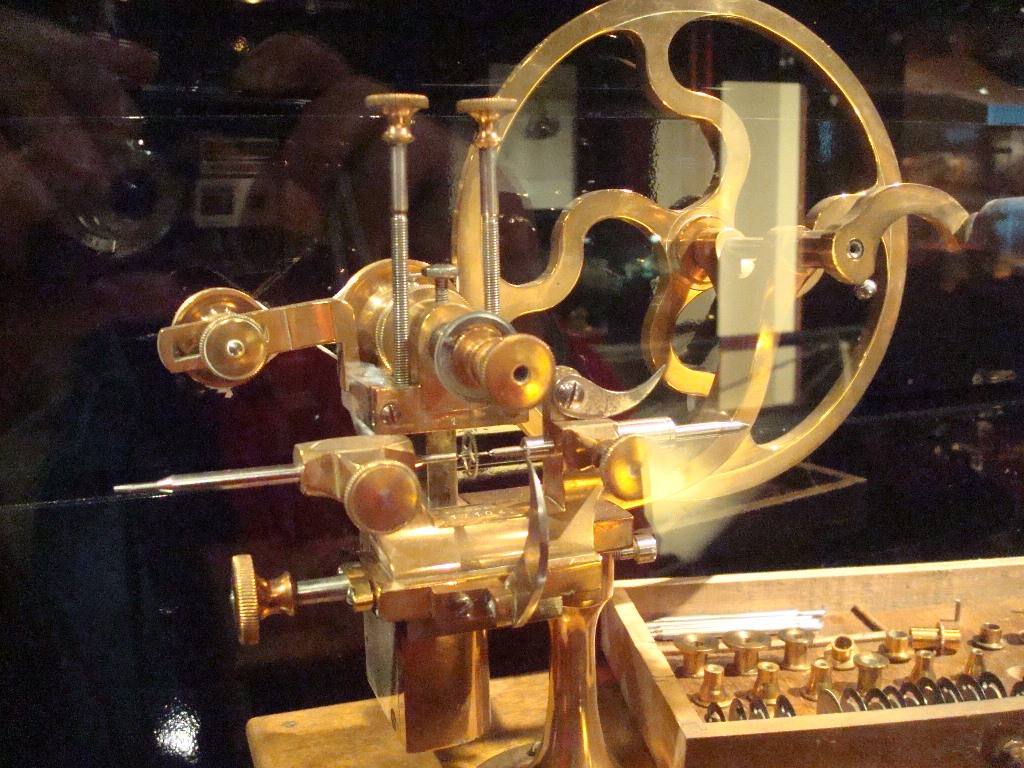
Musée de l'horlogerie de Villers-le-Lac.

Le principal attrait touristique de la commune est le Saut du Doubs, visité chaque année par plus de 300 000 touristes. La commune dispose également d'un musée consacré à l'horlogerie où différentes pièces de collection sont présentées. En hiver, de nombreuses activités sportives nordiques sont possibles : ski alpin, ski nordique, raquettes, etc.  En été, différentes activités nautiques se déroulent sur le lac y compris le plongeon. Des vedettes panoramiques sillonnent les lieux. Des randonnées pédestres sont possibles sur de nombreux sentiers, notamment sur le GR5 qui traverse la commune.

## Lieux et monuments
- La ville doit sa renommée à la cascade du Saut du Doubs haute de 27 mètres. Site naturel classé de France dont il est le premier en Franche-Comté, il est le point de départ des bateaux croisières et des calèches pour visiter le site et découvrir les paysages du Haut-Doubs. Une requalification totale du lieu se poursuit depuis 2001. Après la construction d'une passerelle franco-suisse, les belvédères et les sentiers ont été complètement revus.
- Le belvédère des bassins du Doubs. Sur les hauteurs de Villers-le-Lac, il s'agit d'un point de vue des Bassins du Doubs.
- Le barrage du Châtelot dans les gorges du Doubs.
- Le musée de la montre. Il propose une visite guidée et présente les grandes époques de la montre, de ses origines en 1500 à nos jours : montres de poche prestigieuses, évolution de la montre-bracelet, porte-montres, clefs, outils, machines et outils reconstitués, animés par dix automates grandeur nature, ainsi qu'un film relatant la fabrication des montres.

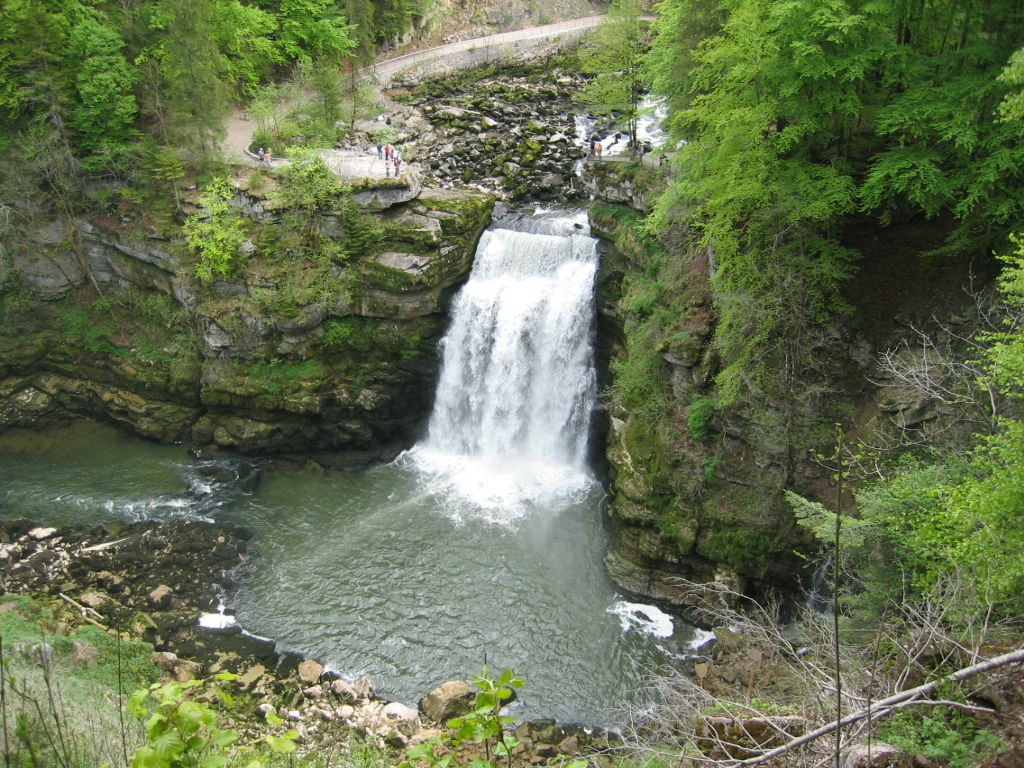
Saut du Doubs.
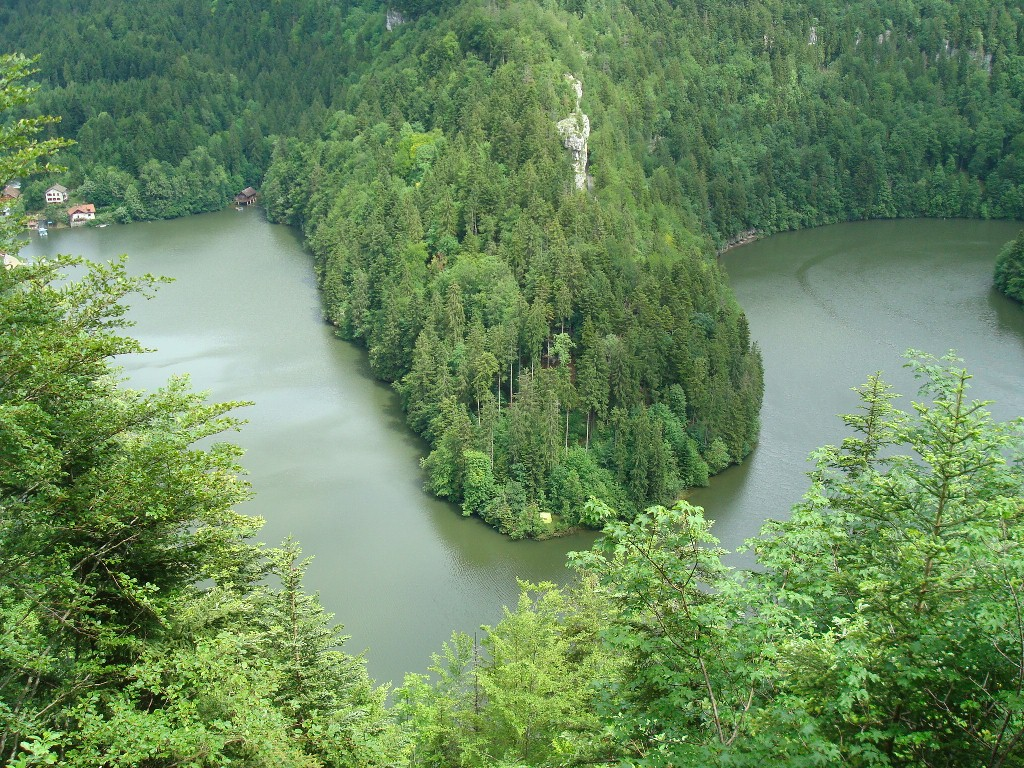
Méandre en amont du saut.
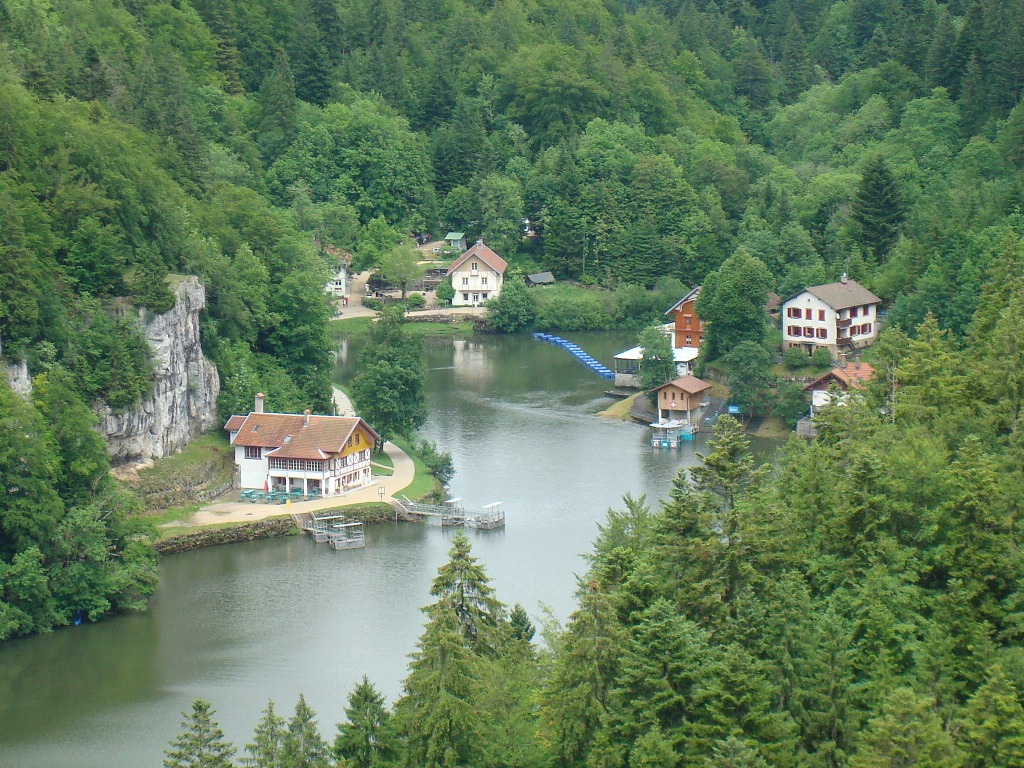
Site du Saut du Doubs.
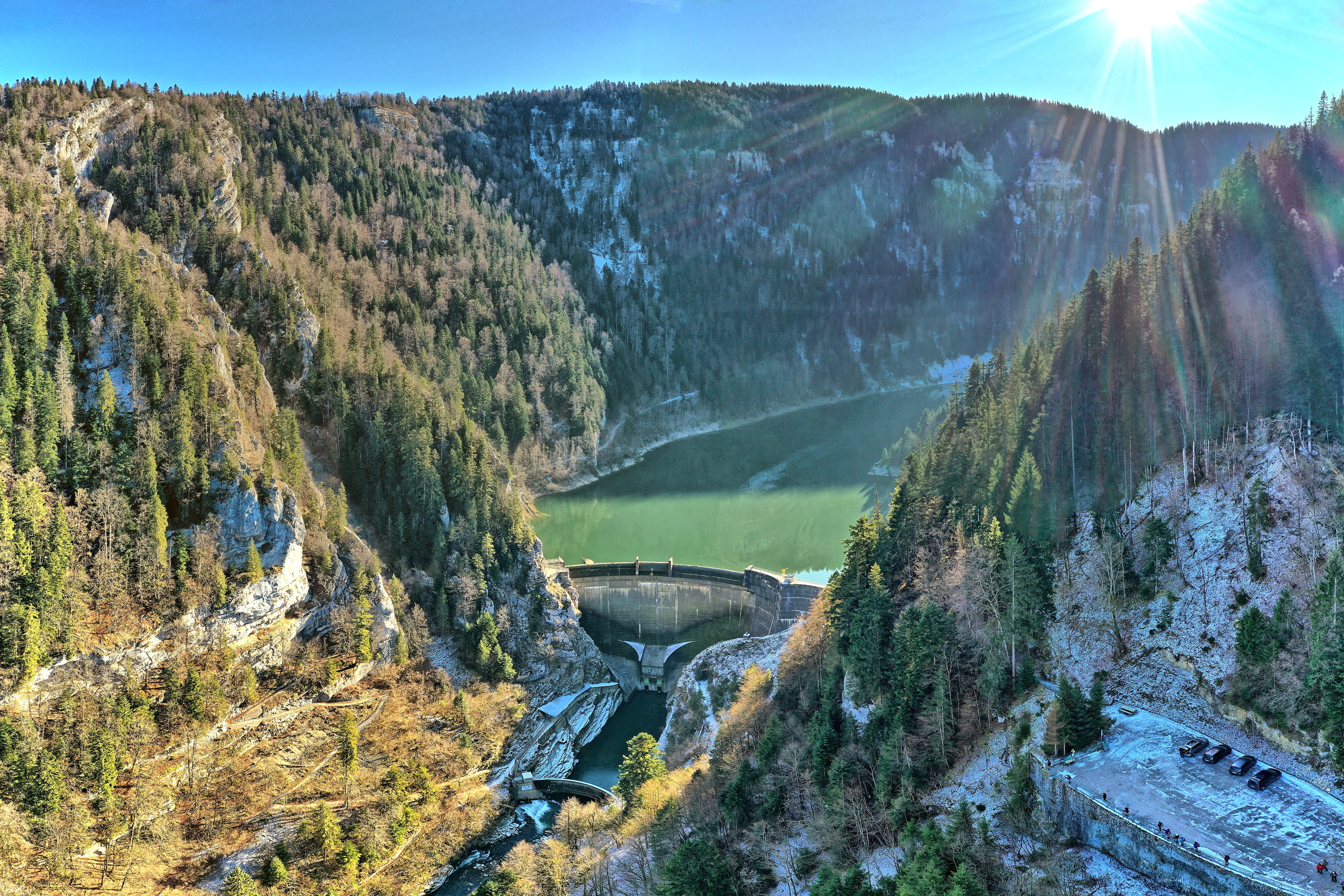
Barrage du Châtelot.
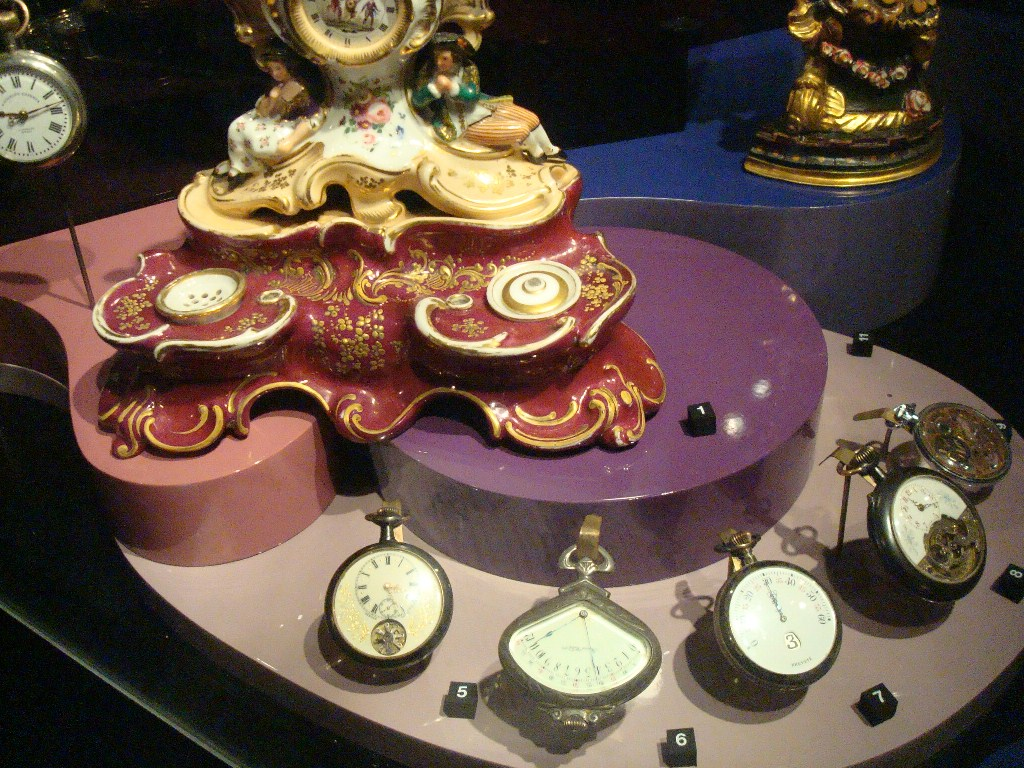
Musée de l'horloge.
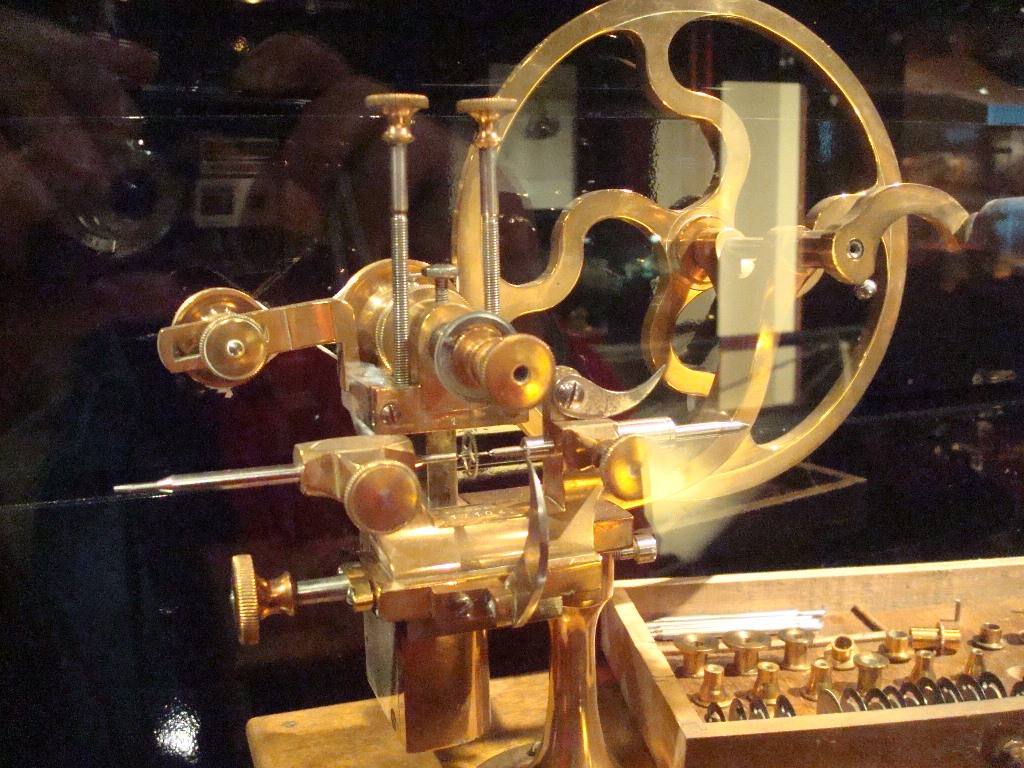
Musée de l'horloge.
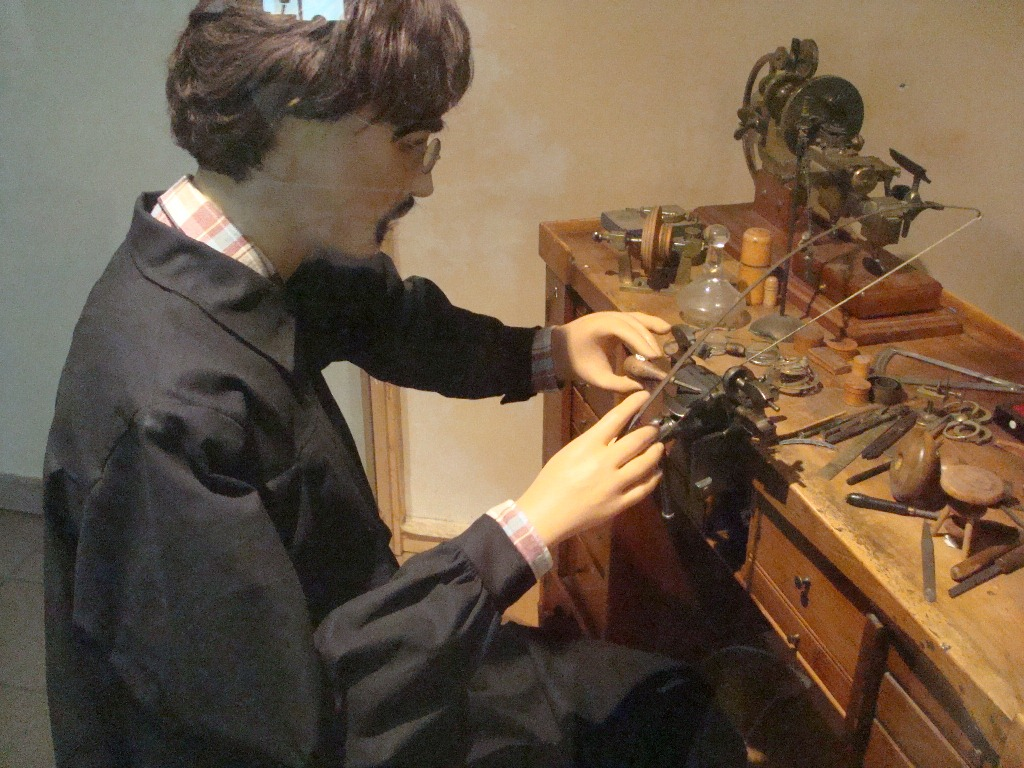
Automate du musée.
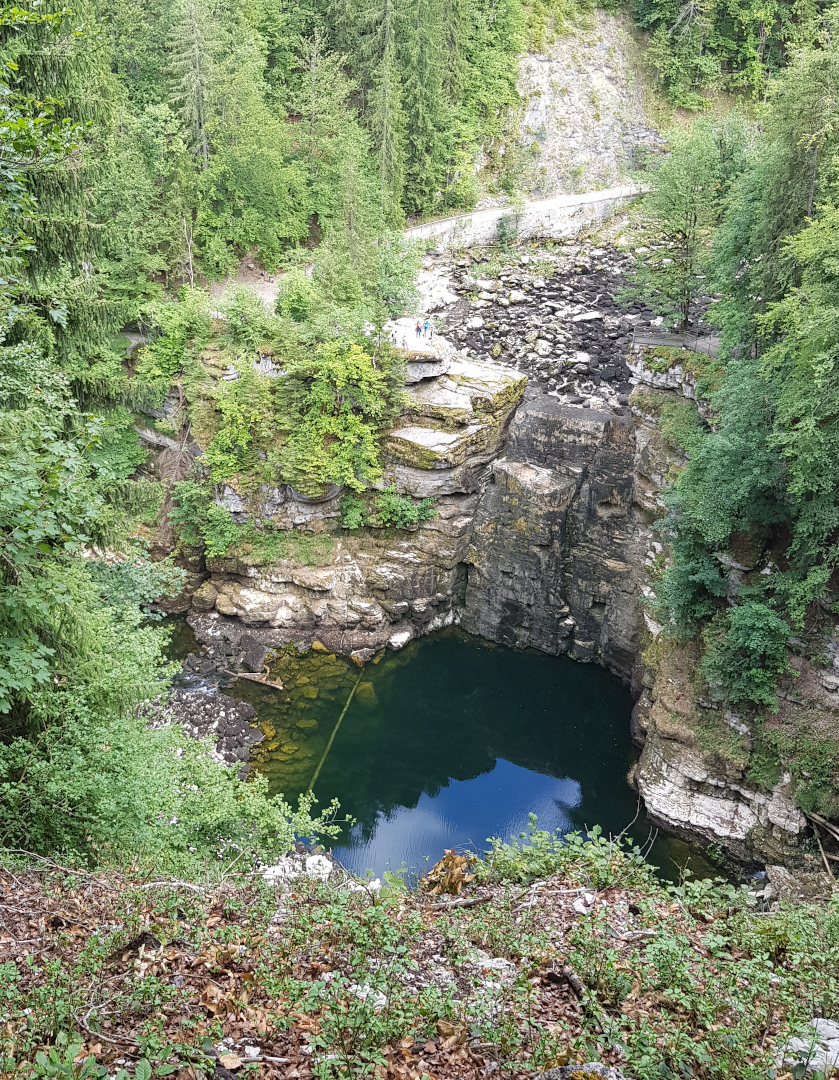
Chutes du Doubs à sec pendant une période de sécheresse.
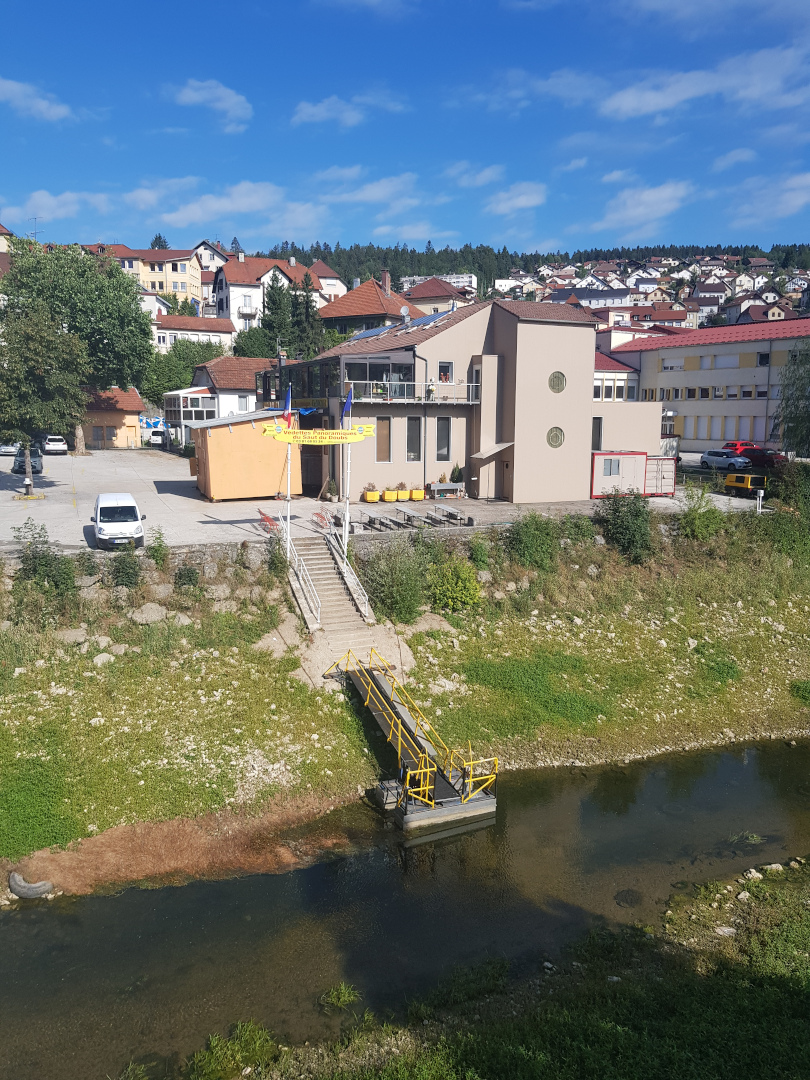
L’embarcadère en période de sécheresse.

- Plusieurs édifices et lieu recensés dans la base Mérimée : 
  - l'église de la Nativité-de-Saint-Jean-Baptiste[21] ;
  - l'église paroissiale Sainte-Marie-aux-Neiges[22] au lieu-dit Le Pissoux ;
  - l'église paroissiale Saint-François-de-Sales[23] au lieu-dit Le Chauffaud ;
  - la chapelle Saint-Joseph-aux-Bassots de Villers-le-Lac[24] inscrite aux monuments historiques ;
  - la ferme sur la Roche construite en 1777-1778 qui présente un pignon très développé revêtu de tavaillons[25] ;
  - la station préhistorique de la roche des pêcheurs au bord du lac de Chaillexon[26] qui renfermait un mobilier archéologique abondant et diversifié indiquant des occupations du Mésolithique final, du Néolithique et de l’Âge des métaux[27].

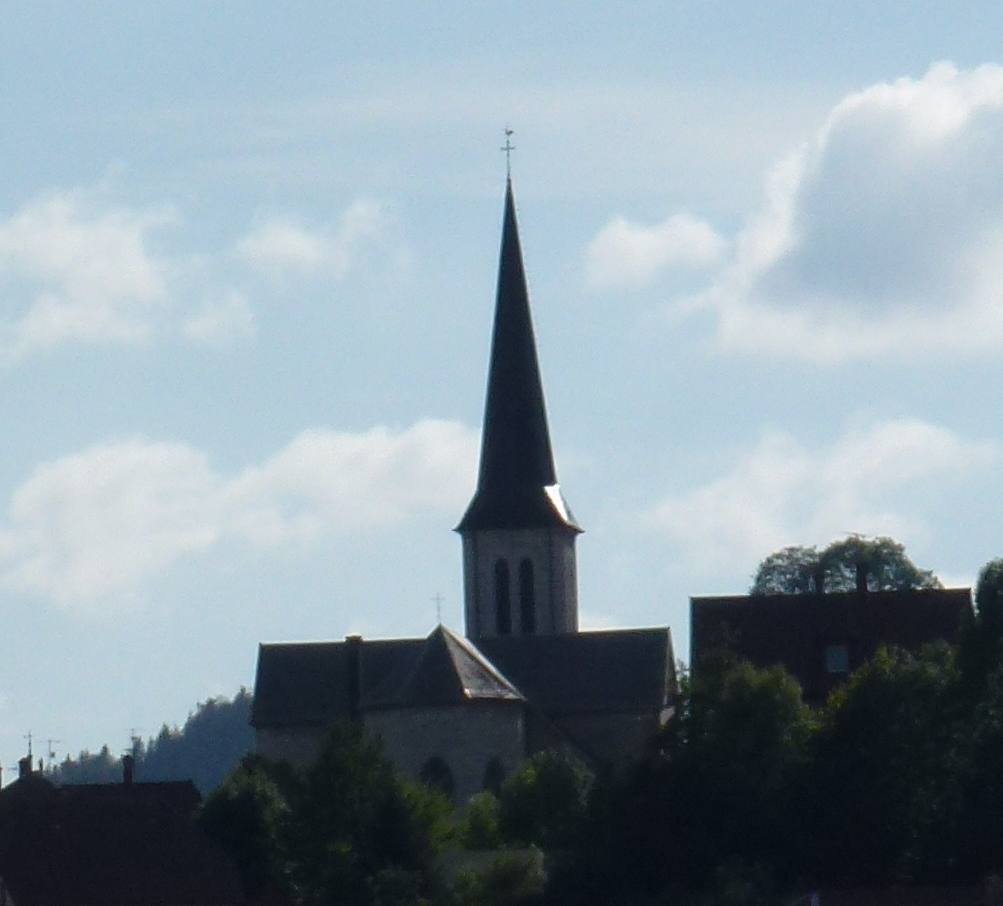
Église Saint-Jean.
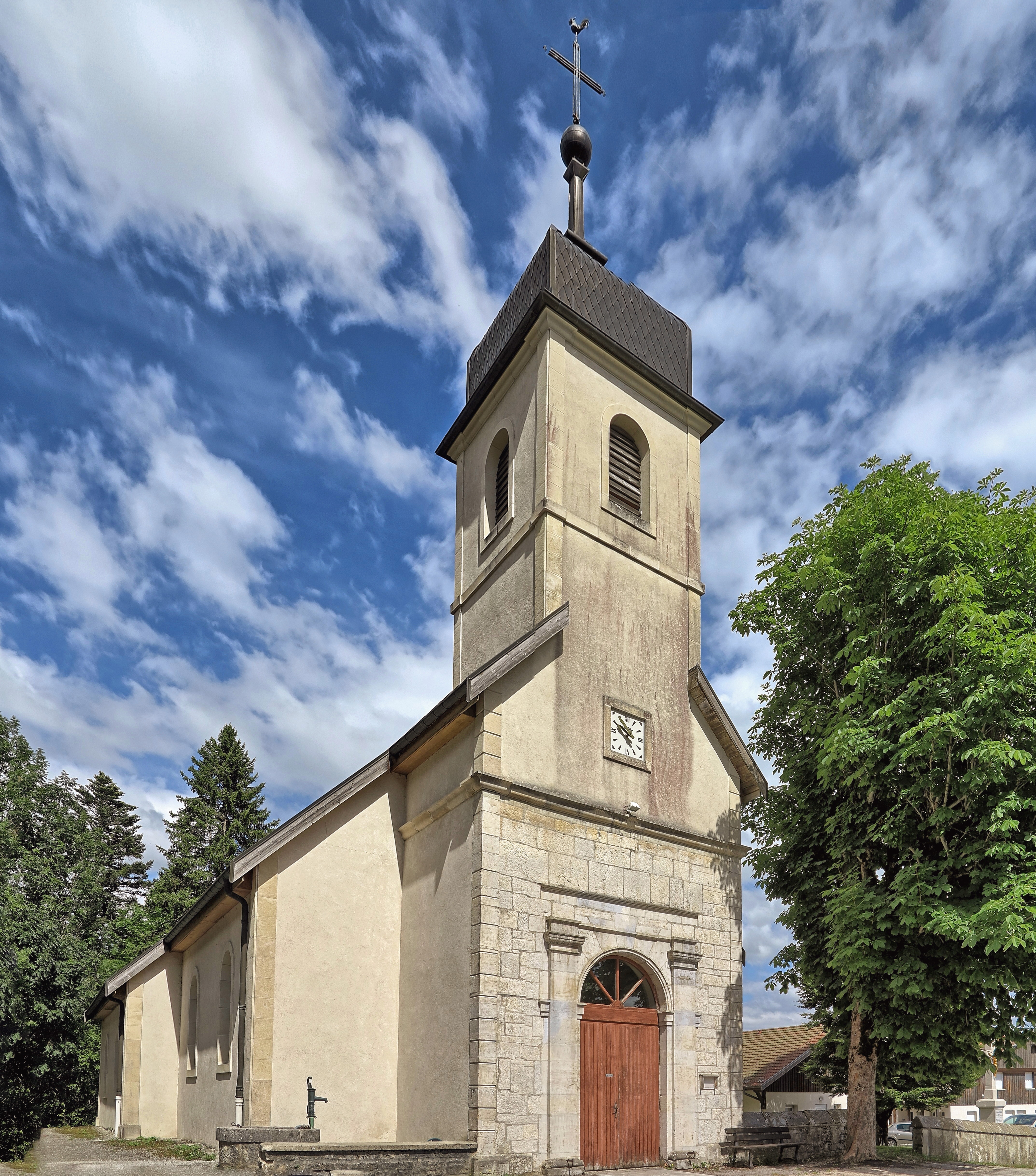
Église du Chauffaud.
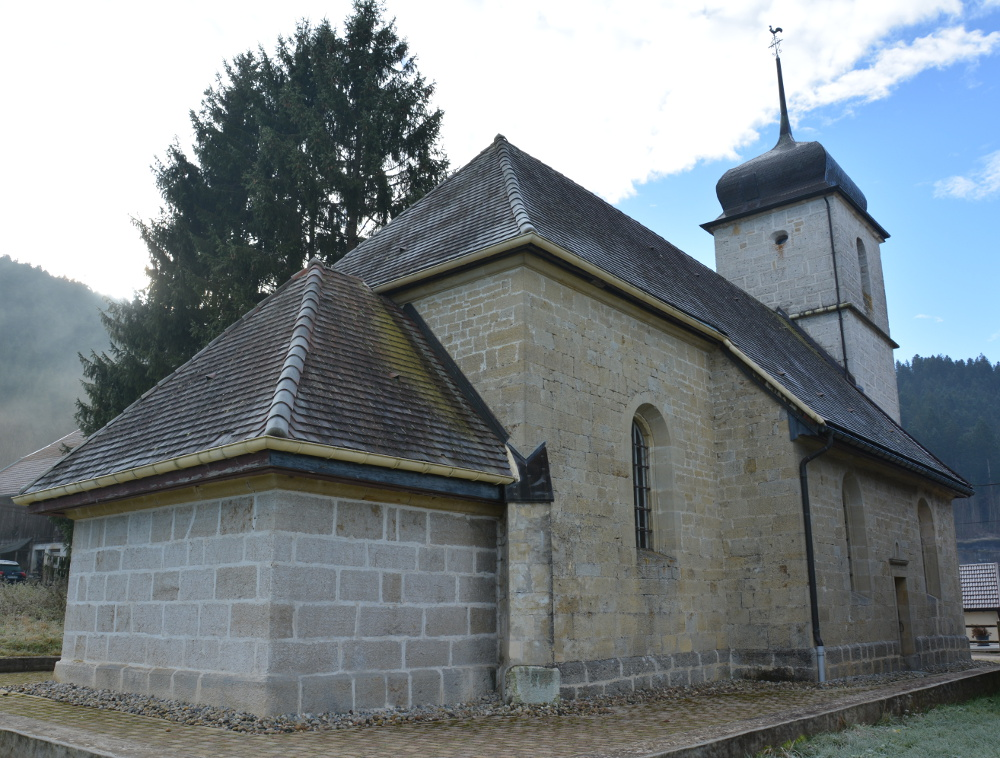
Chapelle aux Bassots.
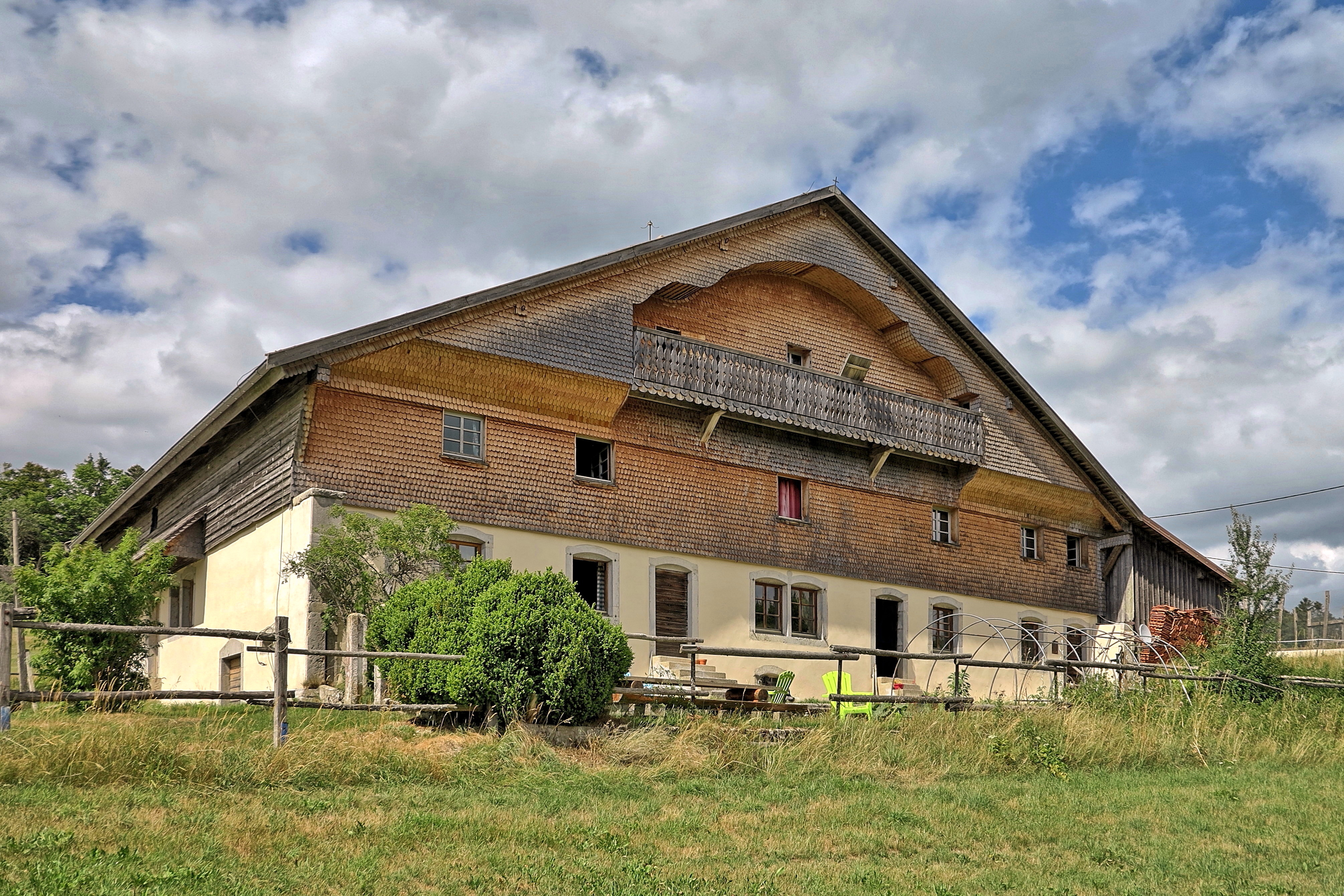
Ferme sur la Roche.
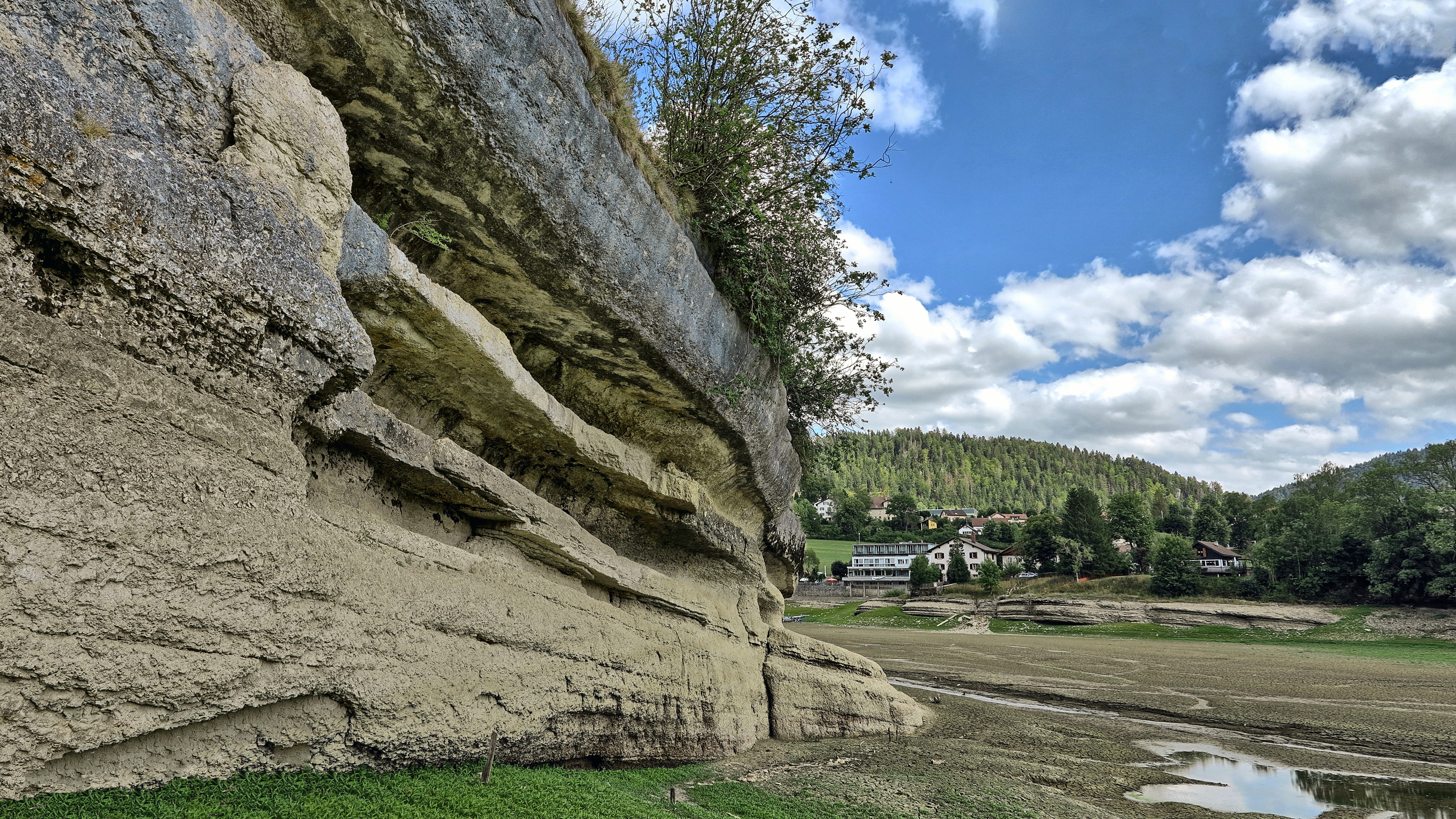
Abri de la Roche des Pêcheurs.

## Images

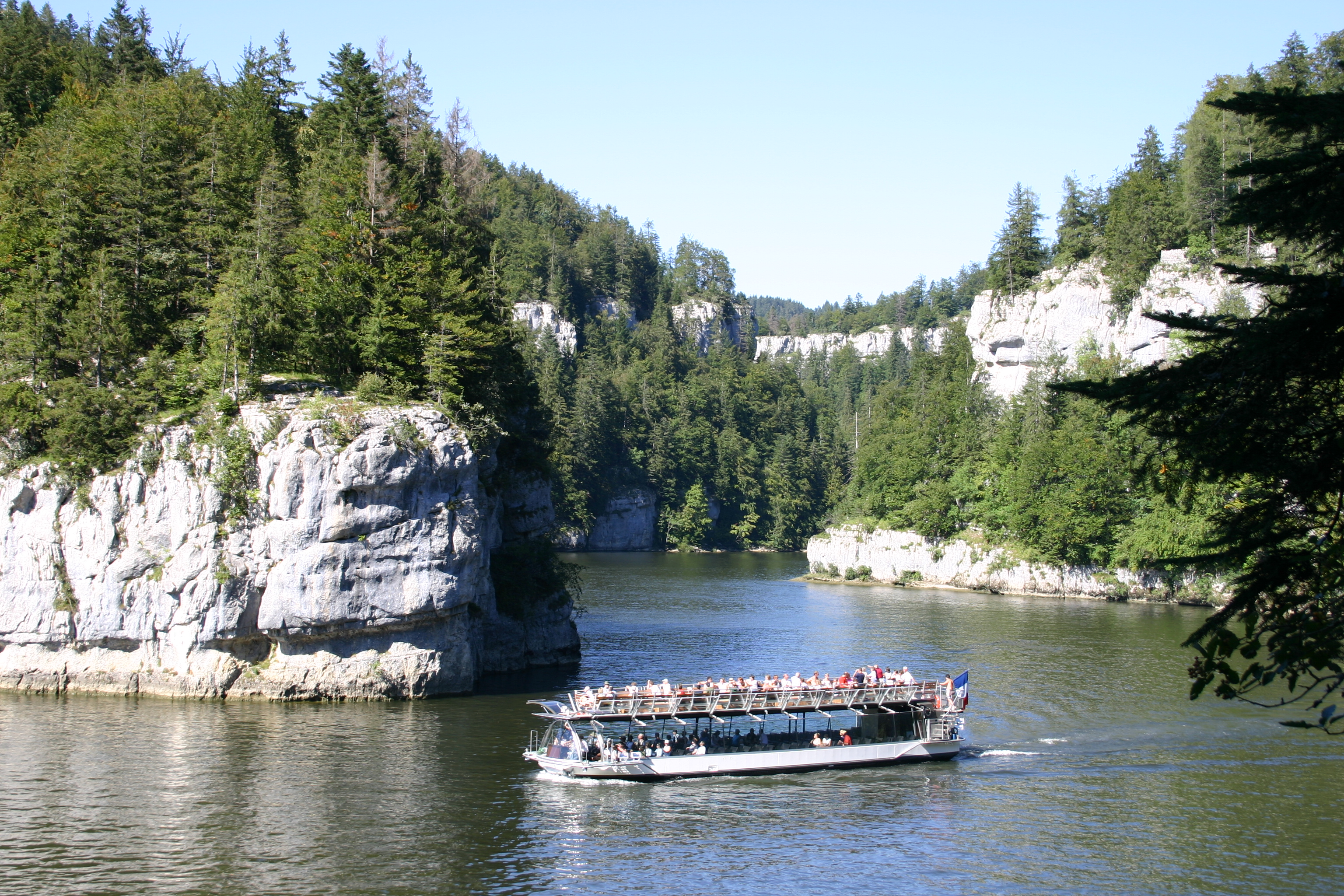
Bateaux croisières pour le Saut du Doubs.
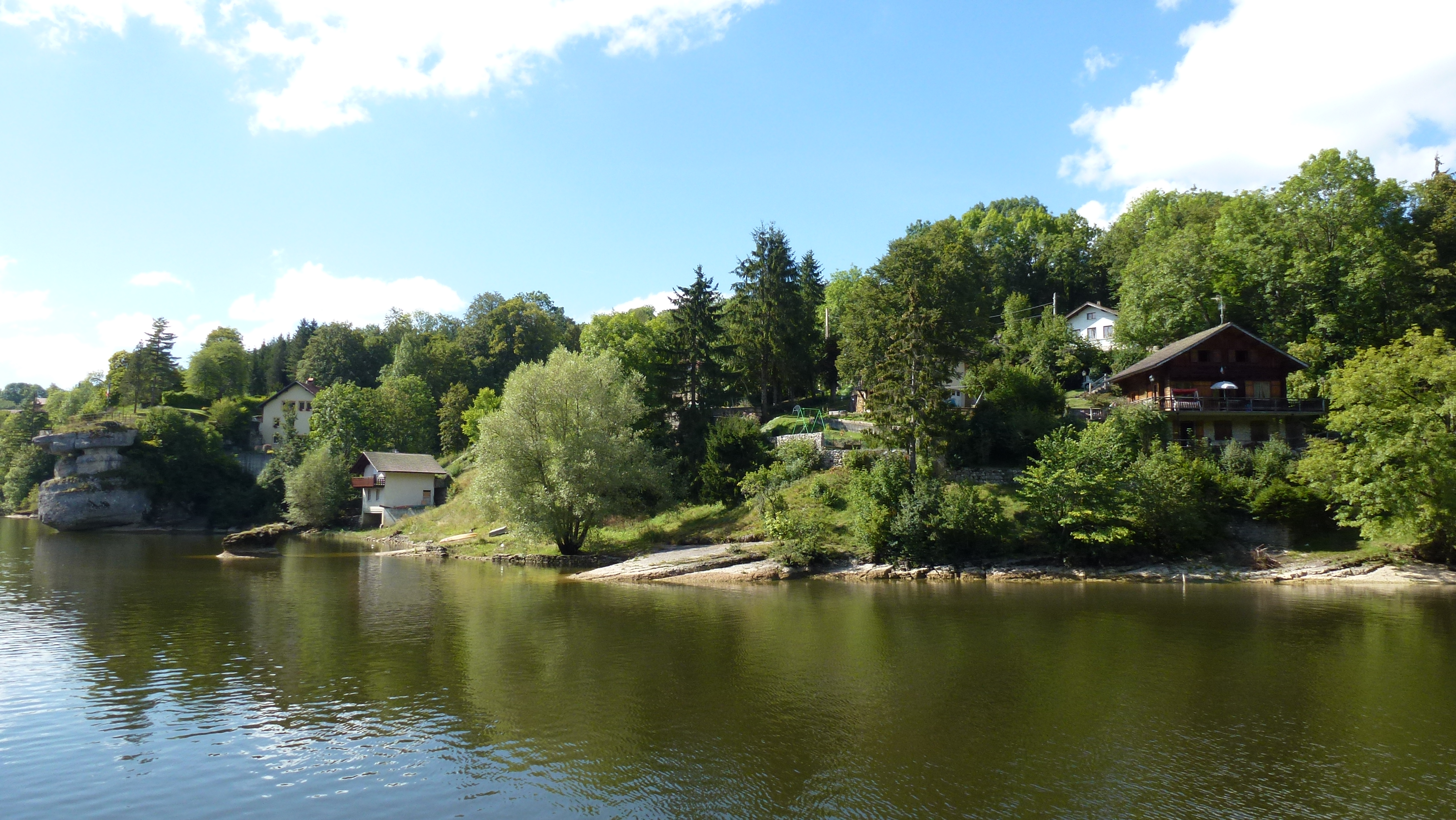
Bassins du Doubs. Rive gauche.
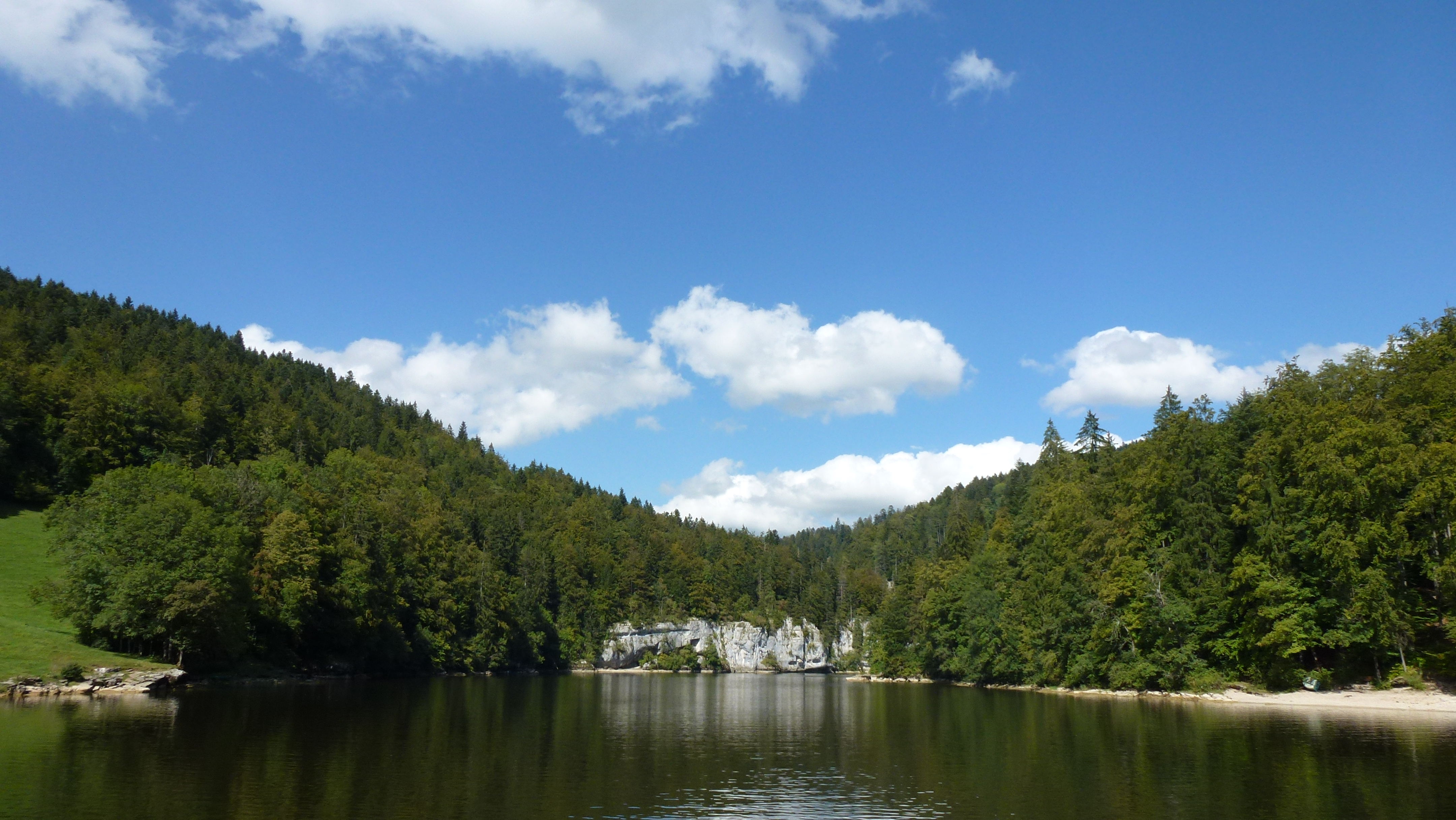
Bassins du Doubs. Rive gauche, la France. Rive droite, la Suisse.
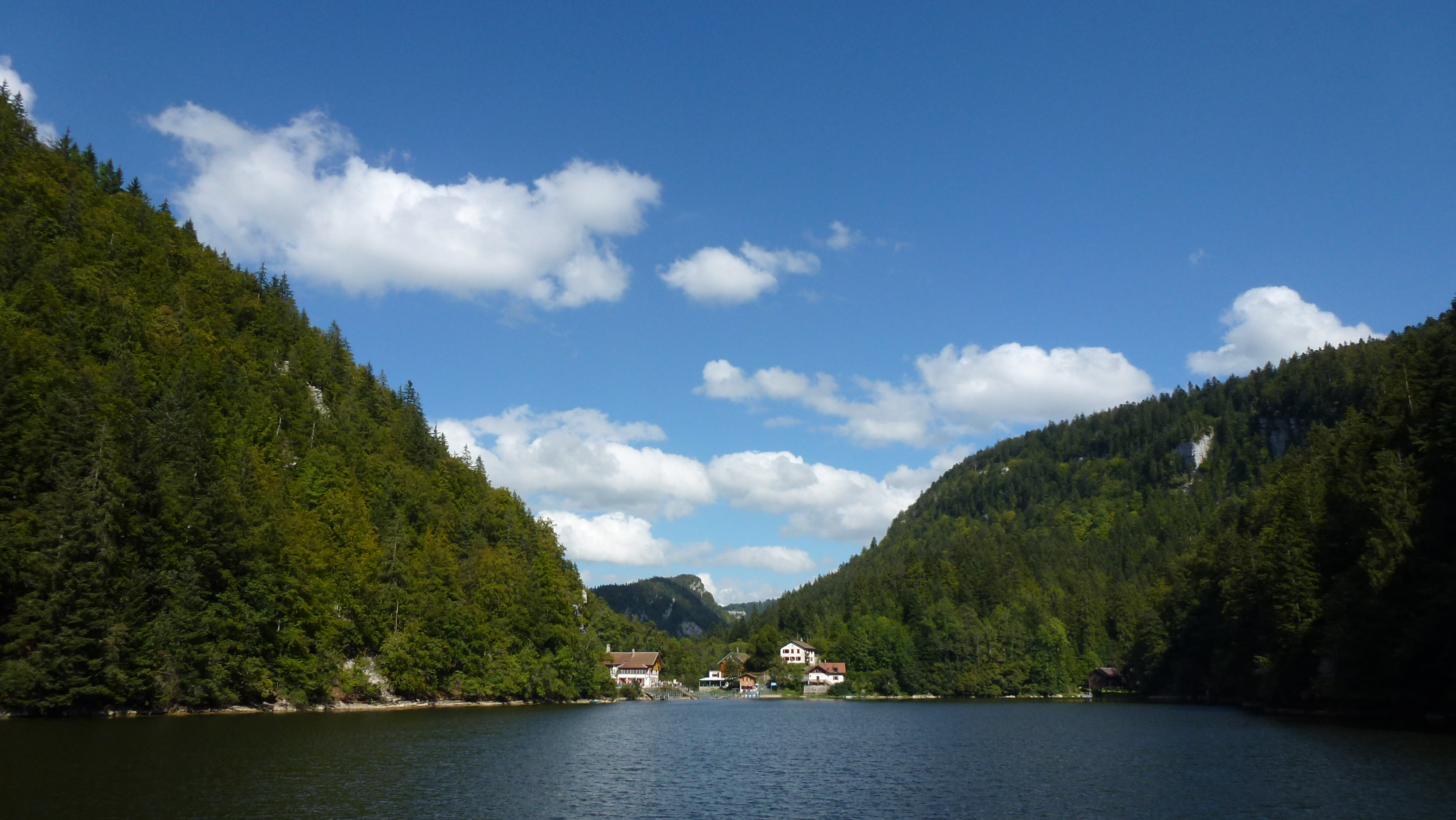
Bassins du Doubs. L'embarcadère ou le débarcadère du Saut du Doubs. Rive gauche, la France. Rive droite, la Suisse.
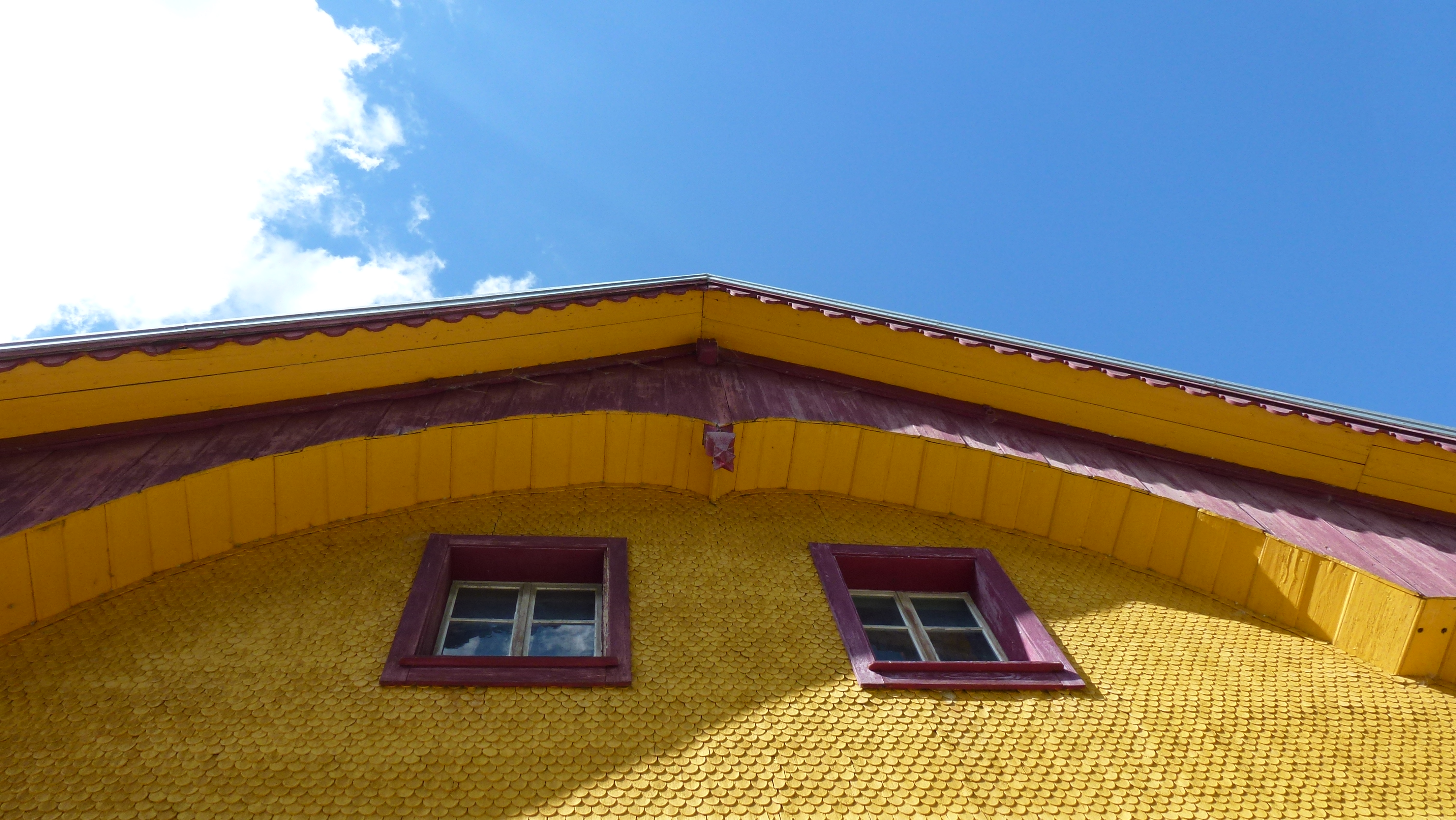
Bassins du Doubs. La maison du débarcadère ou de l'embarcadère du Saut du Doubs.
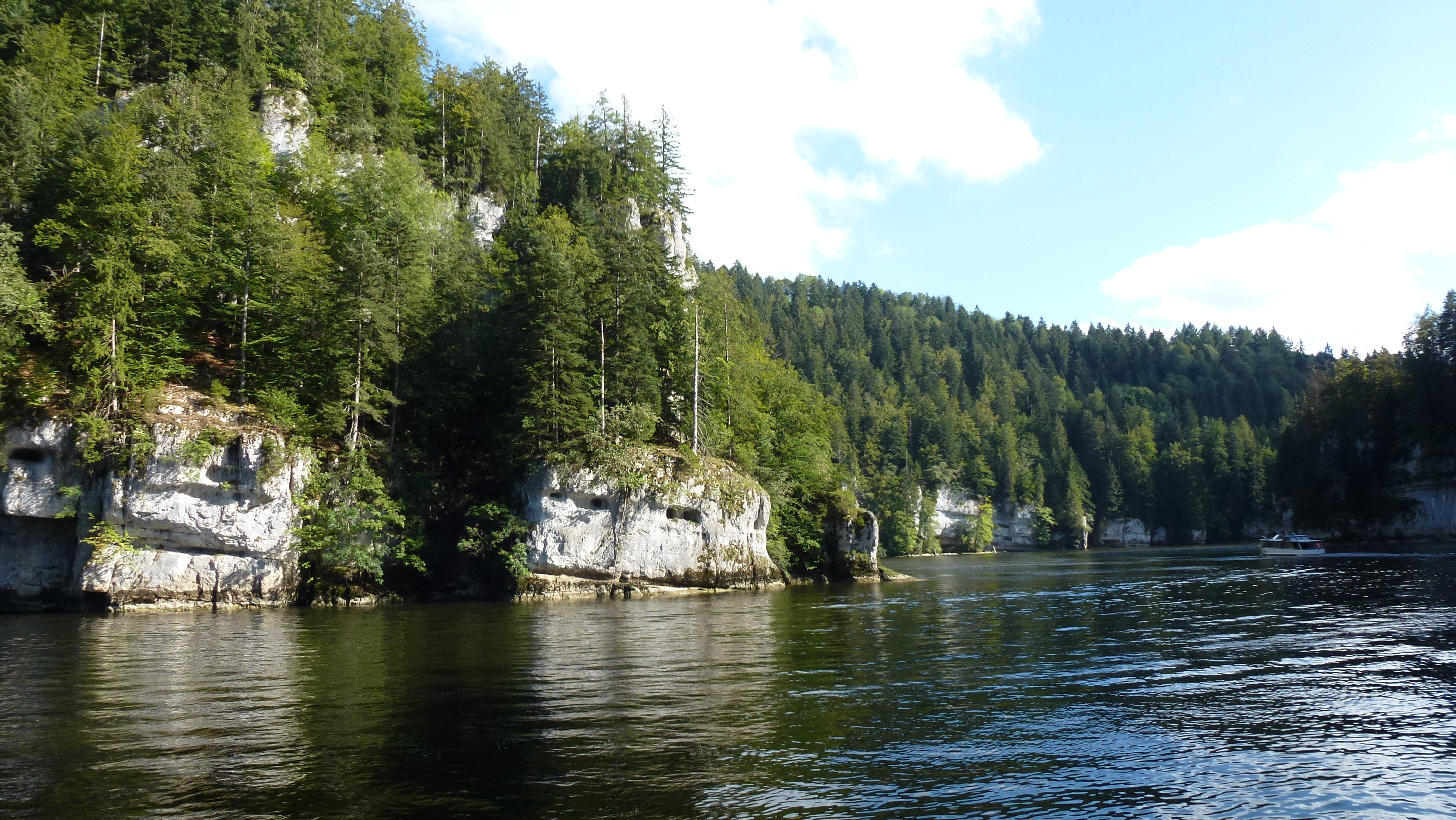
Bassins du Doubs.
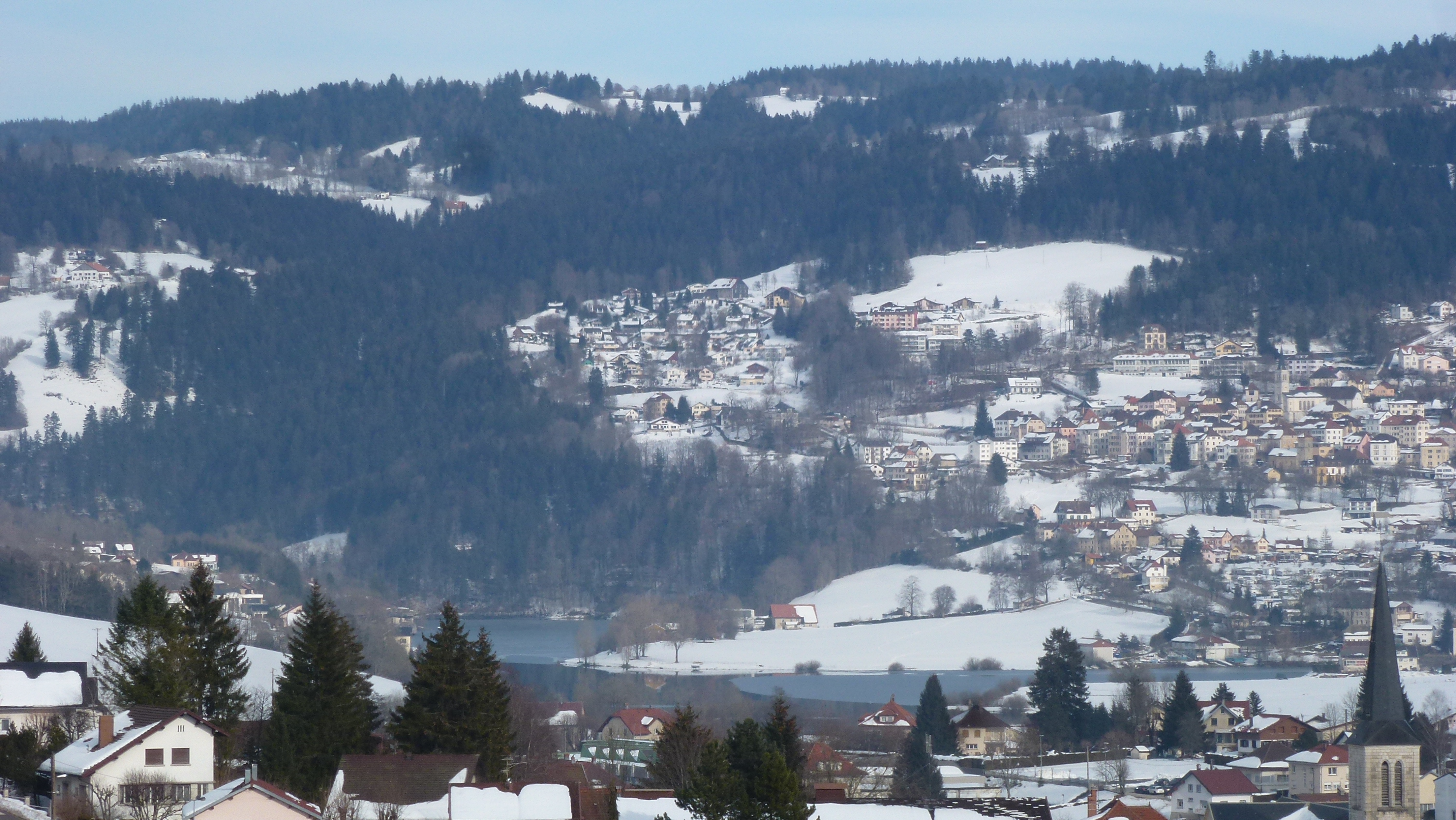
Paysage hivernal à Villers-le-Lac. L'église Saint-Jean (XIXe siècle), le lac de Chaillexon (partiellement recouvert de glace) et Les Brenets (Suisse).
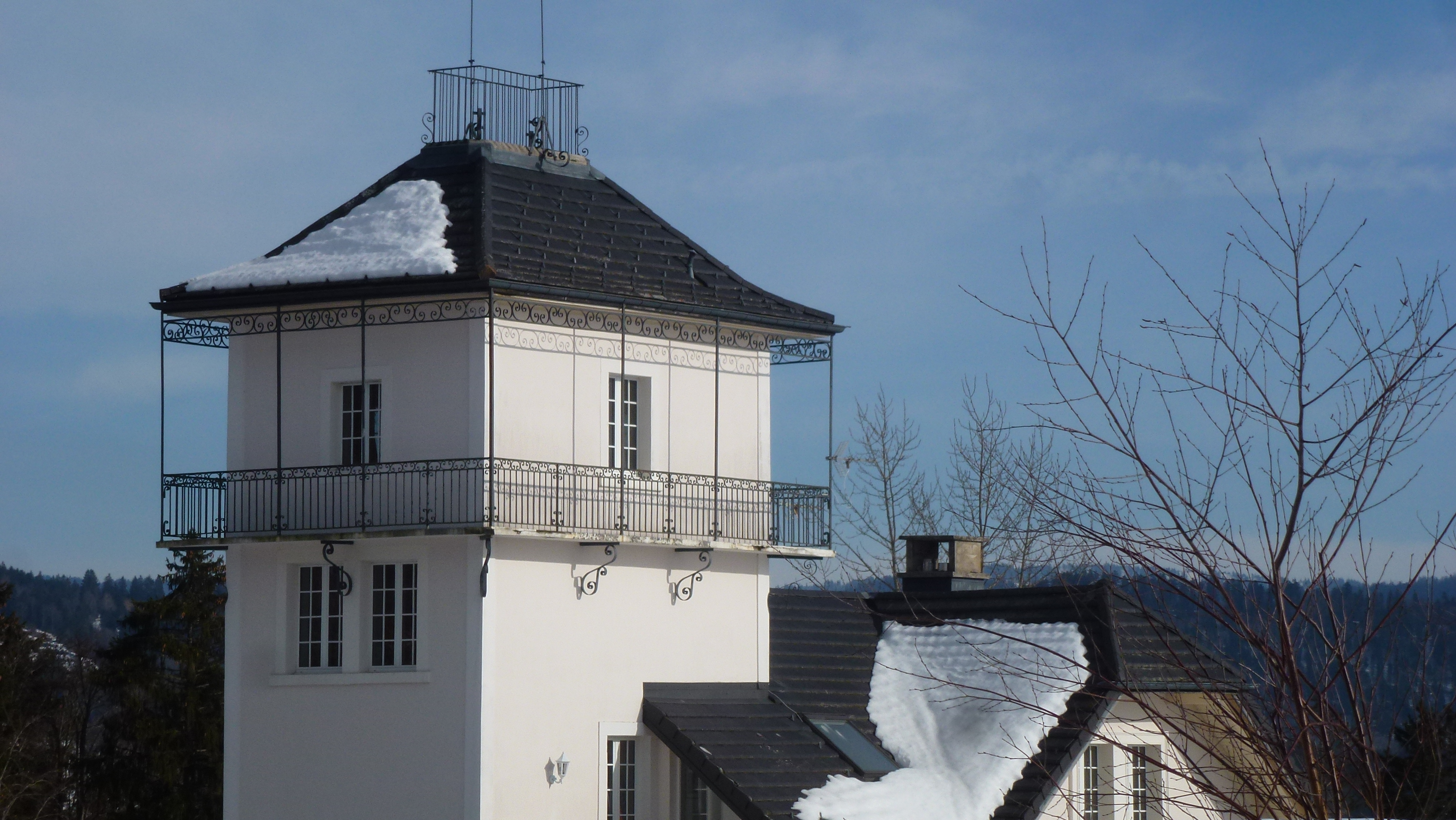
Paysage hivernal à Villers-le-Lac. La Courpée - Les Vergers. Le « Nid d'Aigle » sous la neige.
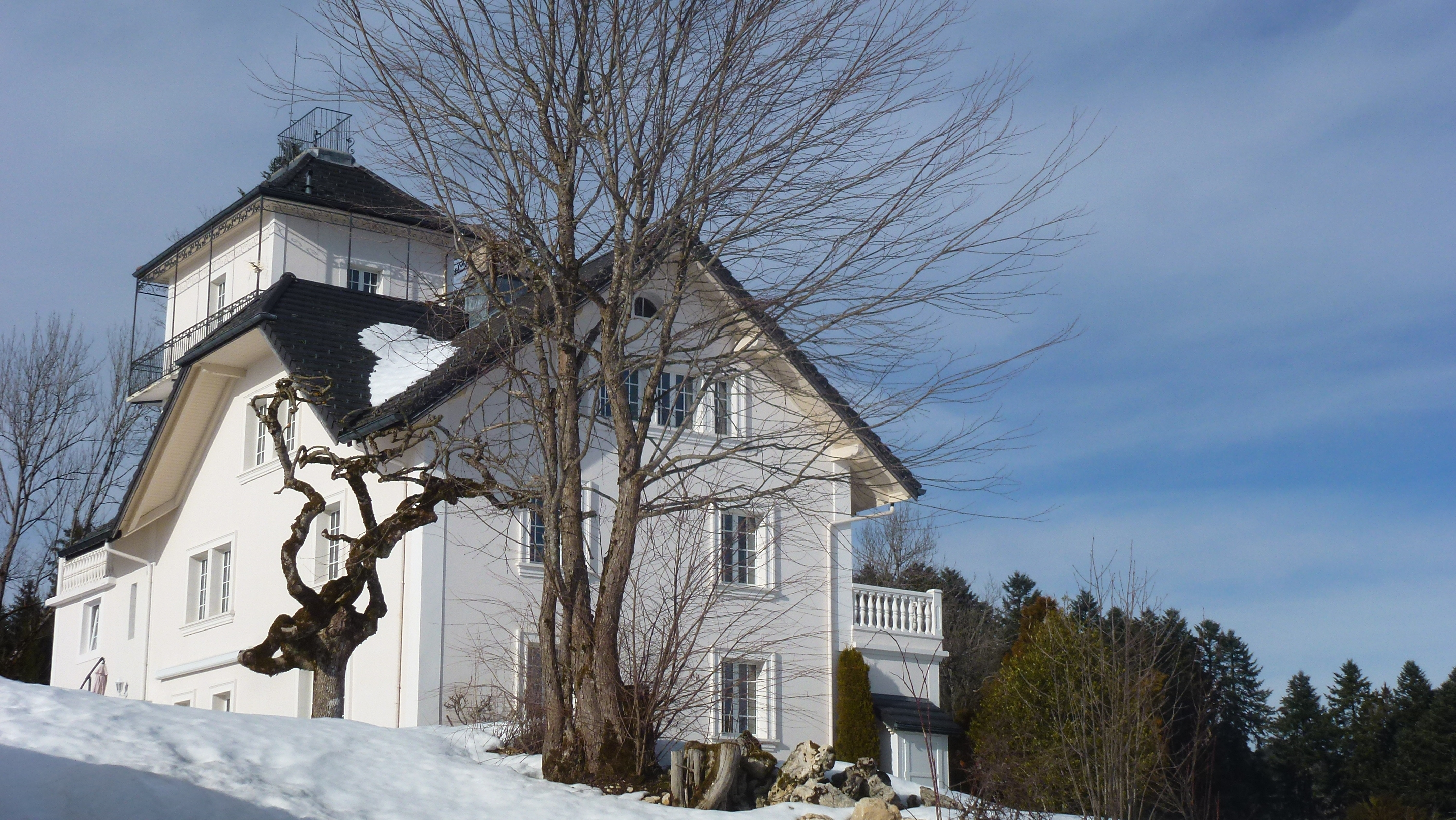
Paysage hivernal à Villers-le-Lac. La Courpée - Les Vergers. Le « Nid d'Aigle » sous la neige.

## Personnalités liées à la commune
- Charles Jules Nestor Bavoux, (1824-1887), peintre français.
- Caporal Jules André Peugeot, premier mort de la Grande Guerre (1914-1918), instituteur au Pissoux, un hameau de Villers-le-Lac.
- Jean-Marie Binetruy (1946-), homme politique.
- Hippolyte Parrenin (1851-1915), horloger.
- Abbé Simon, record de plongeon.[réf. nécessaire]
- Marcelle Mourot (1918-1982), résistante, arrêtée à Villers-le-Lac en compagnie de six prisonniers évadés et un passeur.
- Arthur Nicolet (1912-1958), poète et écrivain suisse qui vécut, de 1946 à son décès, au Chaffaud où son épouse était institutrice.
- Bernard Clavel (1923-2010), écrivain et Prix Goncourt 1968, a résidé à Villers-le-Lac au lieu-dit « Le Pissoux » de 1979 à 1981.

## Héraldique
| Blason de Villers-le-Lac | Blason  | Taillé d'or et d'azur à l'ancre de sable brochant. |
| Blason de Villers-le-Lac | Détails | Le statut officiel du blason reste à déterminer.   |